# جمهوری اول برزیل
جمهوری نخست برزیل (انگلیسی: First Brazilian Republic) اشاره به دوره تاریخ برزیل از ۱۸۸۹ تا ۱۹۳۰ دارد.